# Пратола Сера (Авелино)
Пратола Сера (итал. Pratola Serra) је насеље у Италији у округу Авелино, региону Кампанија.
Према процени из 2011. у насељу је живело 2146 становника. Насеље се налази на надморској висини од 284 м.

## Становништво
Према резултатима пописа становништва 2011. у општини је живело 3.708 становника.
| 1931. | 1936. | 1951. | 1961. | 1971. | 1981. | 1991. | 2001. | 2011. |
| ----- | ----- | ----- | ----- | ----- | ----- | ----- | ----- | ----- |
| 3.738 | 3.959 | 4.319 | 3.733 | 3.250 | 3.221 | 3.369 | 3.242 | 3.708 |

## Партнерски градови
- Аверза